# Vánoční pudink

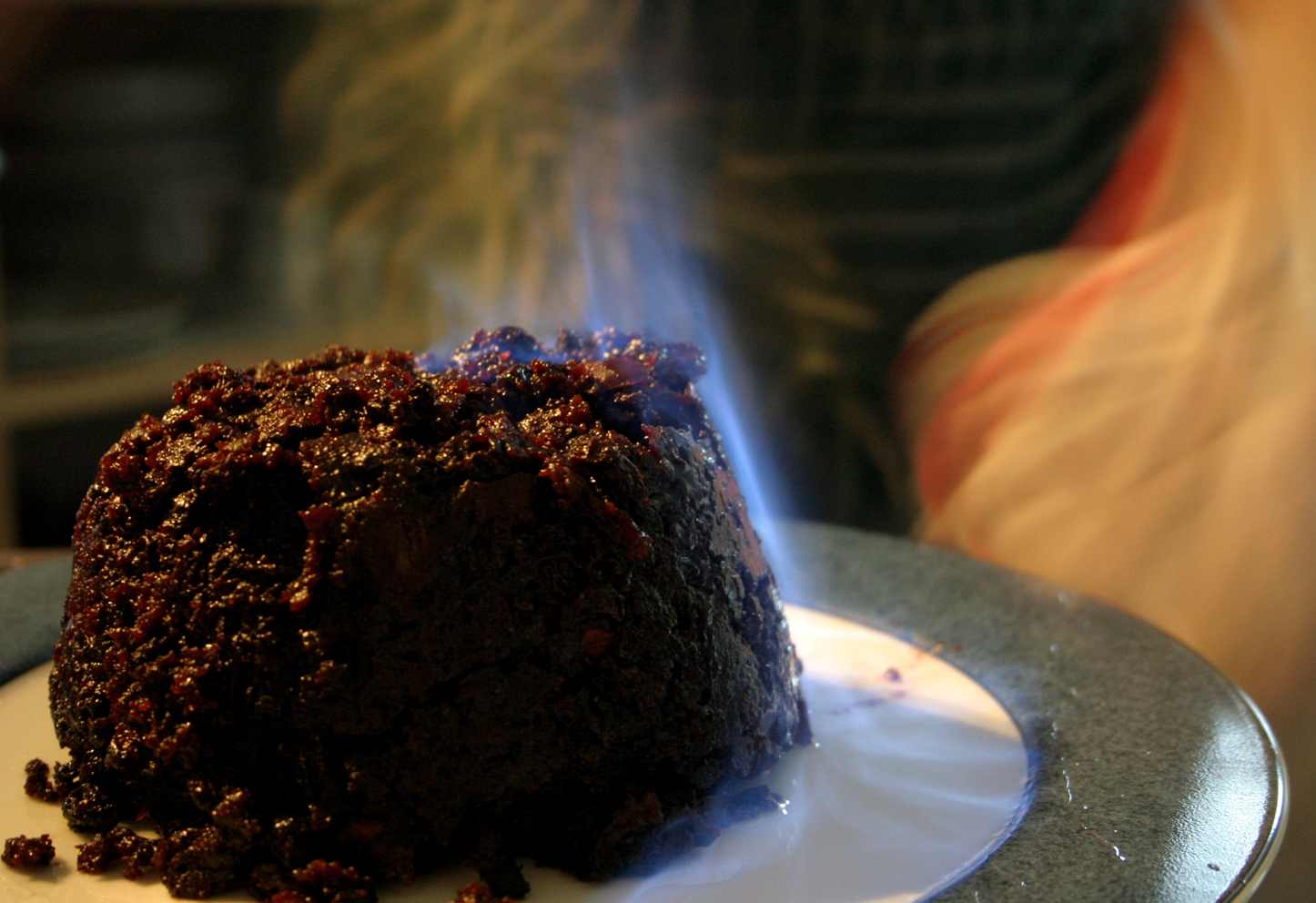
Vánoční pudink před servírováním politý brandy a zapálený

Vánoční pudink (anglicky Christmas pudding, plum pudding – plum zde neznamená švestky jako v moderní angličtině, ale rozinky – nebo krátce pud) je tradiční anglický vánoční pokrm. Skládá se ze sušeného ovoce, vajec, mouky, loje, sirupu, koření a alkoholu, který pokrm zároveň konzervuje. Připravuje se dlouho před Vánocemi – zraje nejméně měsíc, někdy i rok. Bývalo zvykem, že na míchání směsi se vystřídala celá rodina a každý člen si při tom něco přál do dalšího roku. Do směsi se někdy také přidávala malá stříbrná mince, která měla nálezci v příštím roce přinést bohatství. Pudink se podává ohřátý, někdy se flambuje s použitím brandy.